# Duc de Beja
Le titre de duc de Beja est créé en 1453 par le roi Alphonse V en faveur de son frère Ferdinand, connétable de Portugal et futur duc de Viseu. Le quatrième titulaire du duché devient roi de Portugal sous le nom de Manuel Ier et le titre est incorporé à la Couronne pour être attribué au second fils du monarque.
En 1654, le titre de duc de Beja est intégré à la Casa do Infantado (la Maison de l'Infant) nouvellement créée, un ensemble de biens, propriétés et titres réservés au second fils des rois de Portugal. Avec la disparition de la Casa do Infantado, le titre perd son rang en faveur de celui de duc de Porto et est donc attribué au troisième fils du souverain portugais.
Alors que le titre est destiné à des princes de sang royal qui ne sont pas destinés à régner, il faut néanmoins noter que six titulaires du duché ont accédé au trône de Portugal (dont un en tant que souverain-consort).

## Liste des ducs de Beja
1. Fernando de Avis (1433-1470), premier duc de Beja, frère du roi Alphonse V ;
2. João de Beja (1456-1483), fils du précédent ;
3. Diogo de Beja (1460-1484), frère du précédent ;
4. Manuel de Beja (1469-1521), futur Manuel Ier, roi de Portugal, frère du précédent ;
5. Luis de Avis, fils du précédent (1506-1555) ;
6. Pedro de Bragança (1648-1706), fils du roi Jean IV, futur Pierre II, roi de Portugal ;
7. Francisco de Bragança (1691-1742), fils du précédent ;
8. Pedro de Bragança, fils du roi Jean V, futur roi consort de Portugal (époux de la reine Marie Ire) (1717-1786)
9. João de Bragança (1767-1826), fils du précédent, futur roi de Portugal sous le nom de Jean VI ;
10. Miguel de Bragança (1802-1866), fils du précédent, futur roi de Portugal sous le nom de Michel Ier ;
11. João de Bragança (1842-1861), fils de la reine Marie II ;
12. Manuel de Bragança, fils du roi Charles Ier, futur roi de Portugal sous le nom de Manuel II (1889-1932).

## Source
- (pt) Cet article est partiellement ou en totalité issu de l’article de Wikipédia en portugais intitulé « Duque de Beja » (voir la liste des auteurs).